# Joaquín Domingo
Joaquín Domingo Sánchez, jugador de Billar español, el más importante de su país con diversos títulos mundiales y continentales. Nacido en Barcelona el 16 de agosto de 1917 y fallecido el 27 de febrero de 1981.

## Palmarés
Campeonatos del Mundo
- 3 Campeonatos de Artístico (1957,63,66)
- 5 Subcampeonatos de carambola Libre

Campeonatos de Europa
- 3 Campeonatos de Artístico (1952,68,69)
- 1 Campeonato de Pentathlón (1954)
- 1 Campeonato de Libre (1957)
- 1 Campeonato de Cuadro 71/2 (1949)
- 1 Campeonato de Banda (1953)
- 1 Campeonato de 3 Bandas (1948)
- 7 Subcampeonatos (1 de Libre, 1 de Banda y 5 de artístico)

Campeonatos de España
- 16 Libre (36,40,41,42,43,44,45,47,49,50,51,54,55,57,58,60)
- 11 Banda (33,35,51,52,54,55,56,58,60,65,66)
- 1 Cuadro 45/1 (36)
- 6 Cuadro 45/2 (40,41,42,43,44,46)
- 5 Cuadro 47/2 (48,49,50,51,58)
- 7 Cuadro 71/2 (36,47,48,53,55,58,60)
- 10 3 Bandas (40,42,44,45,49,50,51,52,58,61)
- 11 Artístico (55,58,63,65,66,67,68,69,70,73,74)

Campeonatos de Cataluña
Ganó 61 Campeonatos de Cataluña también repartidos entre todas las modalidades.
Otros campeonatos Internacionales
- 2 veces ganador del Torneo Triathlín Alexandre Avé
- Ganador del Torneo Europeo a la Banda en Amersfoort 1959

Galardones
- 3 Medallas de Oro al Mérito Deportivo del Ayuntamiento de Barcelona (50,63,66)
- 2 Medalla de Plata de la Delegación Nacional de Educación Física (58,68)
- 1 Cruz al Mérito Civil (73)
- 1 Medalla de Oro del Consejo Superior de Deportes (1980)